# Kuglački klub Pakrac
Kuglački klub "Pakrac" (Kuglački klub "Pakrac" Pakrac; KK "Pakrac" Pakrac; KK Pakrac; Pakrac) je muški kuglački klub iz Pakraca,  Požeško-slavonska županija, Republika Hrvatska. 
 
U sezoni 2019./20. klub se natječe u "1. B hrvatskoj ligi - Sjever", ligi drugog stupnja hrvatske lige u kuglanju. 

## O klubu
Kuglački klub "Pakrac" je osnovan 1. lipnja 2006. godine od strane članova rezervne ekipe kluba "Papuk", koja je bila raspuštena. Klub se natjecao od sezone 2006./07. u ligaškim natjecanjima regije "Istok". U sezoni 2015./16. klub je postao prvak 2. HKL - Istok, te je od sezone 2016./17. član "1.B HKL - Sjever". 
 
Klub treninge i nastupe ima u "Gradskoj kuglani Pakrac", kojom je i upravljao do 2014. godine, nakon čega je upravljanje preuzela "Sportska zajednica Grada Pakraca". 
 
U ljeto 2020. godine je došlo do spajanja "Papuka" i "Pakraca" u novi klub - "Pakrac-Papuk", koji je preuzeo mjesto i licencu "Pakraca".

## Uspjesi

### Ekipno
2. HKL - Istok
- prvak: 2015./16.
- doprvak: 2010./11.

3. HKL - Istok (Zona Požega)
- prvak: 2008./09.

## Pregled plasmana po sezonama
| sezona    | rang lige | liga                                  | poz.   | klubova u ligi | ut     | pob    | ner    | por    | poen+  | poen-  | bod    | napomene                        | izvori |
| Pakrac    | Pakrac    | Pakrac                                | Pakrac | Pakrac         | Pakrac | Pakrac | Pakrac | Pakrac | Pakrac | Pakrac | Pakrac | Pakrac                          | Pakrac |
| --------- | --------- | ------------------------------------- | ------ | -------------- | ------ | ------ | ------ | ------ | ------ | ------ | ------ | ------------------------------- | ------ |
| 2006./07. | III.      | 3. HKL - Zona Požega                  | 8.     | 13             | 24     | 10     | 1      | 13     | 90,5   | 101,5  | 21     |                                 |        |
| 2007./08. | III.      | 3. HKL - Istok - Zona Požega          | 6.     | 15             | 28     | 16     | 2      | 10     | 124    | 100    | 34     |                                 |        |
| 2008./09. | III.      | 3. HKL - Zona Požega - Skupina A      | 2.     | 9              | 16     | 14     | 0      | 2      | 99     | 29     | 28     | Plasirali se u "Ligu za prvaka" |        |
| 2008./09. | III.      | 3. HKL - Zona Požega - Liga za prvaka | 1.     | 6 (16)         | 10     | 7      | 2      | 1      | 52     | 28     | 16     |                                 |        |
| 2009./10. | II.       | 2. HKL - Istok                        | 9.     | 12             | 22     | 7      | 1      | 14     | 80,5   | 95,5   | 15     |                                 |        |
| 2010./11. | II.       | 2. HKL - Istok                        | 2.     | 12             | 22     | 15     | 2      | 5      | 114,5  | 61,5   | 32     |                                 |        |
| 2011./12. | II.       | 2. HKL - Istok                        | 7.     | 12             | 22     | 9      | 1      | 12     | 81,5   | 94,5   | 19     |                                 |        |
| 2012./13. | II.       | 2. HKL - Istok                        | 8.     | 12             | 22     | 8      | 5      | 9      | 92,5   | 93,5   | 21     |                                 |        |
| 2013./14. | II.       | 2. HKL - Istok                        | 3.     | 12             | 22     | 14     | 0      | 8      | 100,5  | 75,5   | 28     |                                 |        |
| 2014./15. | II.       | 2. HKL - Istok                        | 4.     | 12             | 22     | 13     | 1      | 8      | 99     | 77     | 27     |                                 |        |
| 2015./16. | II.       | 2. HKL - Istok                        | 1.     | 12             | 22     | 17     | 0      | 5      | 111,5  | 64,5   | 34     |                                 |        |
| 2016./17. | II.       | 1.B HKL - Sjever                      | 6.     | 12             | 22     | 11     | 0      | 11     | 85,5   | 90,5   | 22     |                                 |        |
| 2017./18. | II.       | 1.B HKL - Sjever                      | 6.     | 12             | 22     | 9      | 2      | 11     | 85     | 91     | 20     |                                 |        |
| 2018./19. | II.       | 1.B HKL - Sjever                      | 5.     | 12             | 22     | 11     | 1      | 10     | 92     | 84     | 23     |                                 |        |
| 2019./20. | II.       | 1.B HKL - Sjever                      | 8.     | 12             | 22     | 8      | 1      | 1378,5 | 97,5   | 17     |        |                                 |        |
|           |           |                                       |        |                |        |        |        |        |        |        |        |                                 |        |
|           |           |                                       |        |                |        |        |        |        |        |        |        |                                 |        |

## Unutarnje poveznice
- Pakrac
- Športski kuglački klub Papuk Pakrac
- Kuglački klub Pakrac-Papuk

## Vanjske poveznice
- Kuglački klub Pakrac, facebook stranica
- Gradska Kuglana Pakrac, facebook stranica
- kkpakrac.info.hr, wayback arhiva
- aplikacija.kuglanje.hr, Pakrac  Arhivirana inačica izvorne stranice od 21. veljače 2021. (Wayback Machine)
- aplikacija.kuglanje.hr, Pakrac (810091)  Arhivirana inačica izvorne stranice od 21. veljače 2021. (Wayback Machine)
- kuglanje.hr, Pakrac
- sportilus.com, KUGLAČKI KLUB PAKRAC PAKRAC
- pakrackilist.hr, KUGLAČKI KLUB PAKRAC - Danas započinje nova sezona  Arhivirana inačica izvorne stranice od 23. rujna 2017. (Wayback Machine), objavljeno 16. rujna 2017.